# Щедрик

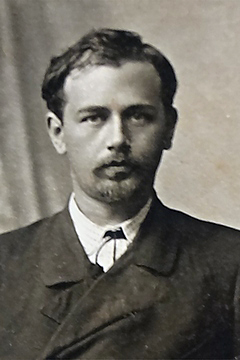
Николай Дмитриевич Леонтович

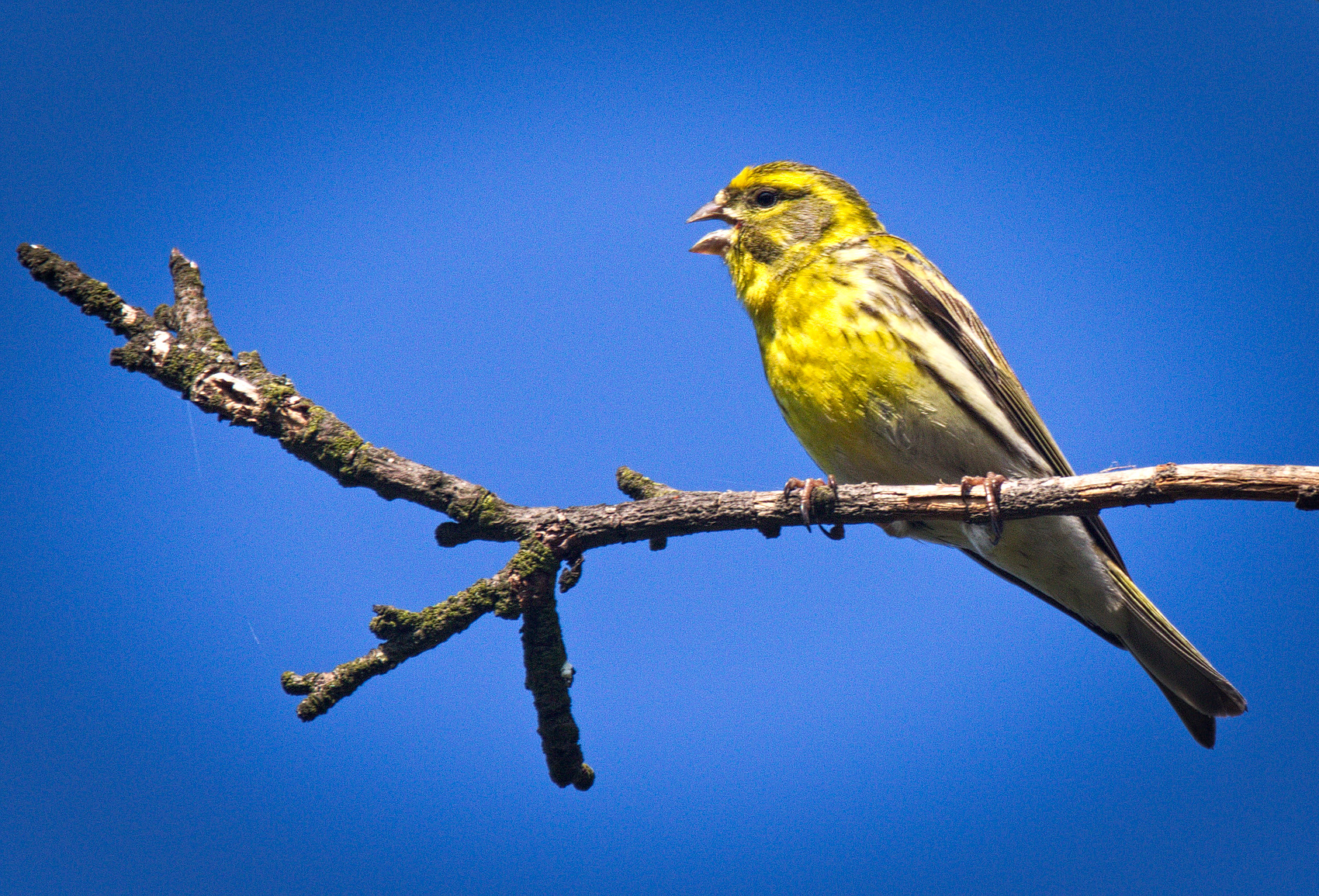
Щедрик (канареечный вьюрок) поет свою песню

«Ще́дрик» (укр. Щедрик) — рождественская украинская народная песня, получившая всемирную популярность в музыкальной обработке Николая Леонтовича.
На английском языке стала известной под названием «Carol of the Bells».

## Происхождение названия
В украинском языке слово «щедрик» одновременно означает сокращение от славянского праздника «Щедрый вечер» и канареечного вьюрка. Именно поэтому в песне упоминается «ластівочка» (ласточка), которая прилетает в дом, чтобы объявить, что семья будет наслаждаться обильным и щедрым годом. Название происходит от украинского слова «щедрий». Композиция основана на традиционной народной песне, язык которой, как считалось, имел магические свойства. Оригинальный традиционный украинский текст использовал приём, известный как гемиола в ритме (чередование акцентов в каждом такте от 3/4 до 6/8 и обратно). Считается, что распев, основанный на остинатном четырёхнотном рисунке в диапазоне малой терции, имеет доисторическое происхождение и был связан с наступающим Новым годом, который на Украине до введения христианства первоначально праздновался в апреле. Концептуально украинский текст этой песни соответствует определению щедривки, тогда как английское содержание «The Little Swallow» определяет её как колядку.

## Исполнения и версии

### В кино и мультипликации
Звучит во многих произведениях кино-искусства. Широко используется в рекламе, юмористические версии фигурировали в американских телесериалах. Песня используется в кинофильмах.

### Флешмоб
В ноябре 2016 года к столетию со дня первого исполнения Щедрика стартовал флешмоб #щедрик100challenge, в ходе которого несколько десятков исполнителей из разных стран опубликовали в сети Интернет видеозаписи с исполнением Щедрика. В декабре к нему подключились и другие флешмобы, в частности #SingWithUkraine, при котором много украинцев стали сами записывать свои пения «Щедрика».
|  |  |  |